# Jean-Paul Ribes
Pour les articles homonymes, voir Ribes.
Jean-Paul Ribes, né le 23 décembre 1939 à Tours, est un journaliste et écrivain français, spécialiste du Tibet et du bouddhisme. Successivement mendésiste, militant du Parti socialiste unifié (PSU), porteur de valises, maoïste, il se convertit en 1982 au bouddhisme en prenant refuge avec le maître tibétain Kalou Rinpoché. Deux ans après avoir visité le Tibet, il fonde en 1987 le Comité de soutien au peuple tibétain, une association dont il est encore aujourd'hui le président. En 1997, il crée avec son épouse Anne Ribes l'association Belles plantes qui intervient pour réaliser des jardins thérapeutiques.

## Formation
Jean-Paul Ribes a été élève au lycée Janson-de-Sailly, puis à l'Institut national des langues et civilisations orientales (Langues O').

## Carrière journalistique
Il devient journaliste à Actuel, organe de presse fondé en 1968. Il s'intéresse tout particulièrement aux questions environnementales, s'inspirant des idées du psychosociologue Serge Moscovici en faveur de la communion de l'homme avec la nature. 
Il collabore, avec des membres de l'association Les Amis de la Terre, créée en 1969, à la rédaction du tout premier manifeste d'écologie politique puis écrit des articles pour l'éco-journal Le Sauvage, fondé en 1973.
Il devient journaliste à L'Express à partir de 1986, et rédacteur en chef adjoint de L'Express-Aujourd'hui en 1988. 
Ultérieurement, il est chroniqueur au mensuel Actualité des religions.

## Engagements politique et associatif
Il est tout d'abord mendésiste avant de militer pour le PSU.
En 1957, André Sénik parvient à le convaincre, ainsi que Tiennot Grumbach, de se rendre à Moscou pour le Festival mondial de la jeunesse et des étudiants, où il figure en tant que « militant non communiste »,.
Soutenant l'indépendance de l'Algérie, il devient porteur de valises et vendeur du journal clandestin Vérité-Liberté fondé en 1960 par Robert Barrat, Pierre Vidal-Naquet, Paul Thibaud et Jacques Panijel,, expliquant ultérieurement son engagement « par le fait d'avoir vu son pays trahir ses propres valeurs, ses idéaux en Algérie ». 
Durant cette période, il est aussi un des militants du Front universitaire antifasciste, fondé en 1961, qui réunit des militants de la gauche de l’UEC mais comprend aussi en son sein un certain nombre d’étudiants du PSU et de la Jeunesse étudiante chrétienne.
En 1962, il tente de s'installer à Alger comme « pied-rouge », et y rencontre le premier ministre Zhou Enlai à l'ambassade de Chine. Il revient à Paris comme son ami Tiennot Grumbach.
Il devient ensuite maoïste. De 1969 à 1971, il est sympathisant de Vive la révolution (VLR), groupe maoïste-libertaire fondé par Roland Castro, et collabore à son journal Tout !, où il tient la rubrique « En attendant le Grand Soir », puis il milite au Parti communiste marxiste-léniniste de France (PCMLF).
La lecture des Habits neufs du président Mao, paru en 1971, du sinologue Simon Leys, l'amène à tourner la page du maoïsme. En 1988, il déclare : « Notre génération était généreuse, porteuse de valeurs morales très fortes qui ont été perverties par la politique, Mais cette générosité tripale demeure,. »
Selon Raphaël Liogier, au moment où nombre d’intellectuels occidentaux reviennent sur leur engagement communiste – confessant parfois leurs « erreurs » de jeunesse – et où le soutien actif pour la « cause tibétaine » devient une manière d’expiation, il se range parmi les défenseurs de cette cause.
En 1985, il est l’un des premiers français à se rendre à Lhassa au Tibet depuis Katmandou. À la suite de ce voyage, il rencontre le dalaï-lama en mai 1986 à Digne-les-Bains et crée en 1987 le Comité de soutien au peuple tibétain (CSPT) avec Muriel Huster, Anne de la Celle et Anne Ribes. Il publie chaque mois la Lettre du Tibet pour alerter les personnalités politiques et les médias sur la situation au Tibet. Lors des troubles au Tibet en 1989, Jean-Paul Ribes écrit aux députés français et interpelle Bernard Kouchner, alors secrétaire d’État à l'Action humanitaire, lequel publie un communiqué où la France exprime son inquiétude. Treize parlementaires contacteront Jean-Paul Ribes qui participera à la création en 1990 du Groupe d'études sur la question du Tibet à l'Assemblée nationale, et à son renouvellement en 1993. En 1996, il est le président du CSPT. À ce titre, il est intervenu au Sénat en 2003, où il mentionne le cas de Ngawang Sangdrol, une jeune prisonnière d'opinion, libérée en octobre 2002 après 10 ans de prison et en très mauvais état de santé.
Il a participé à la présentation du Festival culturel du Tibet et des peuples de l'Himalaya, notamment lors de ses 7e, 8e et 12e éditions,,.
Jean-Paul Ribes, au côté de son épouse Anne Ribes (infirmière de formation), est président de l'association Belles plantes depuis 1997. Un des objectifs de l'association est de « créer en milieu hospitalier pour les enfants ou les personnes âgées des ateliers jardin potager et floraux ». L'association intervient lors de la création de jardin commun pour les habitants de logements collectifs,,. Anne Ribes a reçu le prix Terre de Femmes de la fondation Yves Rocher en 2002 puis en 2013 par le prix Thérapeutique de la fondation Georges Truffaut.

## Parcours dans le bouddhisme

### « Prise de refuge »
En 1982, avec Anne Ribes, son épouse, il prend « refuge », démarche par laquelle on devient bouddhiste, après avoir écouté Kalou Rinpoché, un lama tibétain proposant selon le journaliste littéraire Daniel Bermond « le chemin de l'Éveil » à Dashang Kagyu Ling, un monastère situé en Bourgogne,. Pour la doctorante Nadia Garnoussi, il s'est converti au bouddhisme. Pour Cécile Campergue, docteur en anthropologie de l'Université Lumière Lyon II, il devient bouddhiste dans l'école Kagyü.

### Bouddhiste engagé
Spécialiste du bouddhisme, il est vice-président de l'Université bouddhique européenne. À ce titre, il intervient régulièrement dans l'émission Sagesses bouddhistes. Selon Raphaël Liogier, il est correspondant en France du Réseau international des bouddhistes engagés de Sulak Sivaraksa. Il a traduit en français une interview de Sulak Sivaraksa en 1994, participé à l'ouvrage collectif Une source de la non-violence : le bouddhisme, publié en 1999 par Alternatives non-violentes, et fait connaître en France le bouddhisme engagé (en).
Cécile Campergue, pour sa part, décrit Jean-Paul Ribes comme « défenseur et promoteur de l'activité du Dalaï-Lama », signalant qu'il publia un ouvrage sur le 17e Karmapa en 2000, année de la fuite de celui-ci du Tibet pour l'Inde. Toutefois, cette même année, Francesca-Yvonne Caroutch et Gilles van Grasdorff publièrent chacun un livre sur le sujet.
En 2008, Jean-Luc Mélenchon, qui évoque « le culte actuel » de Jean-Paul Ribes « pour le dalaï-lama » venant après « le culte délirant des maoïstes (...) pour la personne de Mao », affirme que l'engagement de l'auteur « a quelque chose à voir avec ses fonctions à l’université tibétaine européenne  [sic] que subventionne l’Union européenne ».
Jean-Paul Ribes a publié plusieurs ouvrages, dont un, sur le 17e Karmapa, a été traduit en plusieurs langues.

## Publications

### Ouvrages
- Pourquoi les écologistes font-ils de la politique ?, Entretiens de Jean-Paul Ribes avec Brice Lalonde, Serge Moscovici et René Dumont, volume 49 de Combats (Paris), Seuil, 1978,  (ISBN 2-02-004794-2)
- Avec Pierre-Antoine Donnet et Guy Privat, Tibet: des journalistes témoignent, 1992, L'Harmattan, Paris
- Karmapa, Ed. Fayard, 2000,  (ISBN 2-213-60680-3 et 978-2-213-60680-4)
- Le Tibet : un écosystème en danger, in Tibet, l'envers du décor, O. Moulin (dir.), Olizane, Paris, 1993,  (ISBN 2-88086-130-6)

### Préfaces et postface
- « Préface »(Archive.org • Wikiwix • Archive.is • Google • Que faire ?) de : Le Dalaï Lama, Une politique de la bonté, textes réunis par Sidney Piburn, Vernègues, Éditions Claire Lumière, 1993, 189 p. (traduit de l'anglais par Damien Mastelles),  (ISBN 290599827X)
- Postface de : Michael Harris Goodman, Le Dernier Dalaï-Lama ?, Éditeur Claire Lumière, 1993,  (ISBN 2905998261)
- Préface de : 14e Dalaï Lama, Le Dalaï-Lama parle de Jésus : Une perspective bouddhiste sur les enseignements de Jésus, Paris, Éditions Brepolis, 1996, 300 p. traduit de l'anglais par Dominique Lablanche,  (ISBN 2503831052) (réédité aux Éditions J'ai lu en 1998)
- Préface de : Steve Lehman, Robert Barnett, Les Tibétains en lutte pour leur survie, Paris, Hoëbeke, 1999, 200 p.  (ISBN 2842300858)
- Marion Boyer, La peinture bouddhiste tibétaine découvrir, comprendre et conserver les thangkas, Eyrolles, Paris, 2010

### Articles
- Les mineurs du Limbourg contre les syndicats, in Collectif - Les Temps Modernes (ss la dir. de Jean-Paul Sartre), No 285, 26e année, avril 1970
- (avec Janique Laudouard), La débandade du phallus, in Actuel, No 25, novembre 1972
- Dominique Simonnet et Jean-Paul Ribes, Savez-vous vraiment ce que vous mangez ?, in L'Express, No 1427, 18 novembre 1978
- Jean-Paul Ribes, Alain de Penanster, Dalaï Lama : un Nobel de la paix intérieure ?, in L'Express, 6-12 juin 1986, p. 56
- Jean-Paul Ribes, Tibet : le toit du malheur,in L'Express international, N° 2024, 27 avril 1990, p. 67
- Jean-Paul Ribes, Le Dernier Dalaï-Lama ? Michael Harris Goodman, in Lire, Issues 214-219, 1993, p. 100
- Le Vieux sage s'est réincarné, in GEO, N° 180, 1994, p. 98-107
- Préserver l'écosystème le plus vaste d'Asie, in GEO, Tibet, N° 186, août 1994, p. 98-99
- Comment peut-on être bouddhiste? - L'Express va plus loin avec Jean-Claude Carrière, in L'Express.fr, 25 mai 1995
- Quand Rocard préface Rifkin, in L'Express.fr, 1er décembre 1996
- Le bouddhisme : une non-violence de l'intérieur (Centre de ressources sur la non-violence de Midi-Pyrénées)
- Entretien avec Jean-Paul Ribes, président du Comité de Soutien au Peuple Tibétain (CSPT) (Eurasie)
- La France doit favoriser le dialogue Chine-Tibet, in L'Express
- Pékin a entamé un nettoyage politique au karcher, in Le Nouvel Obs'
- Le dernier maoïste de France, sur le site tibet-info.net, réponse à Jean-Luc Mélenchon, 14 avril 2008